# Colt Navy
La Colt Navy è un'arma da fuoco corta calibro .36 ad avancarica del tamburo immessa sul mercato statunitense a partire dal 1850.
È conosciuta anche come Colt mod. 1851, dall'anno in cui la distribuzione divenne effettiva.

## Storia

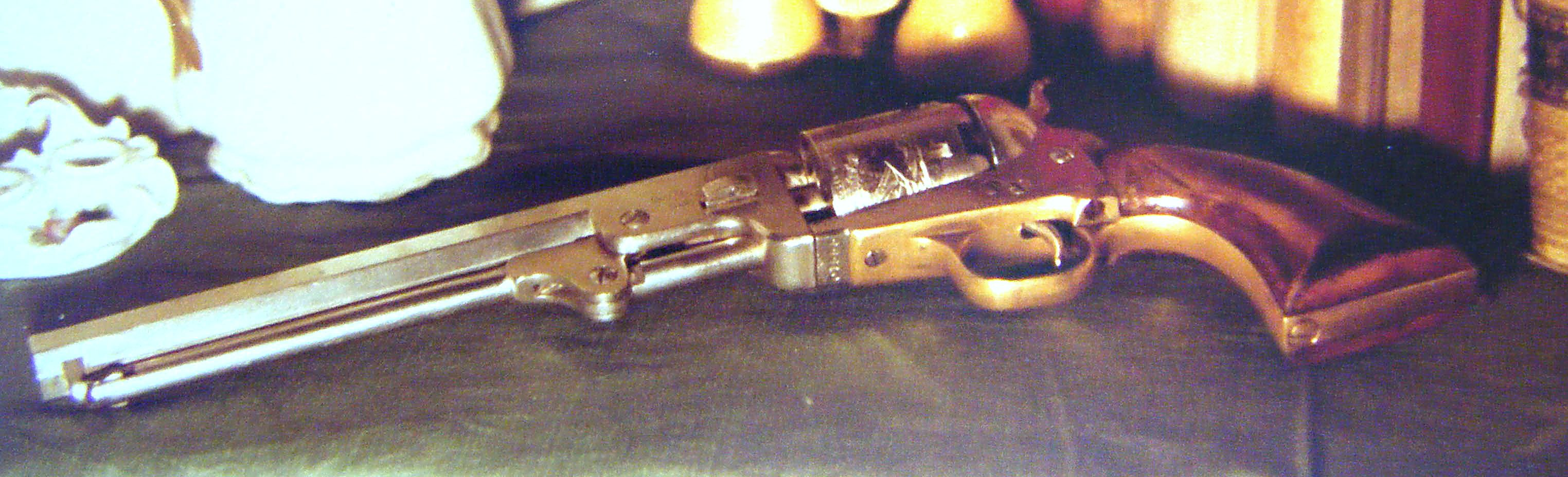
Colt Navy placcata in argento

L'arma ebbe un immediato successo non appena immessa sul mercato poiché rappresentava un compromesso ideale tra la grossa e pesante “Dragoon” e la piccola “Pockett” (altri due modelli assai simili ma diversi per dimensioni e calibro). La canna (rigata) di 19 cm garantiva una buona stabilizzazione del proiettile ed un buon sfruttamento del volume di gas generato dall'esplosione della carica. L'energia non era eccessiva limitandosi  (con le cariche indicate dalla fabbrica) a circa 30 chilogrammetri ma la precisione era assai elevata, anche se penalizzata dai mirini piccoli e scarsamente inquadrabili (la tacca di mira era ricavata sul cane), almeno velocemente.
Il nome “Navy” ("Marina") le fu dato dallo stesso Colt pensando ad una sua adozione da parte della Marina degli Stati Uniti d'America (per questo sul tamburo è impressa a rullo la scena di una battaglia navale) ma l'arma fu adottata anche dall'Esercito e fu una delle protagoniste della conquista del West e delle guerre indiane. In considerazione del successo riscosso e nel tentativo di conquistare anche il mercato europeo, Colt aprì uno stabilimento a Londra, sulle rive del Tamigi, in una località chiamata Pimlico, per la produzione non soltanto della "Navy" ma anche della “Pockett”, altro modello di grande successo. Tali armi vennero esposte alla mostra del "Crystal Palace" nel 1851. Le Navy fabbricate a Londra si distinguono, oltre che per la scritta sulla canna, anche (almeno negli esemplari più tardivi) per il ponticello del grilletto in acciaio, anziché in ottone, come nella versione americana, e leggermente più grande e squadrato.
Sui campi di battaglia della guerra di secessione l'arma ebbe a confrontarsi con concorrenti generalmente inferiori per vari aspetti ma le rivoltelle Remington e Adams venivano da molti giudicate armi migliori in quanto dotate di telaio chiuso e quindi di maggior robustezza il che permetteva di fabbricarle in calibro .44 (le Adams anche in .50 e .54) e l'uso di cariche più forti. 
La produzione cessò con l'introduzione delle cartucce metalliche che imponevano una struttura più robusta, ed ai modelli a telaio aperto succedette (dopo vari tipi detti "di transizione") un modello destinato a diventare una vera e propria icona del West: la "Colt Single Action Army" del 1873. Ma prima di questo, intorno al 1860, la "Navy" fu rinnovata parzialmente nella linea con una diversa sagomatura della leva di caricamento (più smussata) e l'adozione di una lega di acciaio e argento che rese questi revolver più resistenti. Contemporaneamente fu introdotto anche il modello "Army", in un certo senso una “sorella maggiore”, leggermente più grande ed in calibro .44, che sostituì la "Dragoon", ormai superata.

## Descrizione e caratteristiche
Questa pistola è una delle più tipiche della produzione della Casa statunitense attuata mentre l'inventore Samuel Colt era ancora in vita. È un revolver ad avancarica del tamburo ed a telaio aperto superiormente. La canna (a sezione ottagonale) è trattenuta in posizione da un traversino passante che impegna una opportuna sede ricavata sotto la canna stessa ed il perno centrale (su cui ruota il tamburo) in essa inserito. Lo smontaggio “da campagna” è quindi estremamente facile e non richiede l'uso di attrezzi: è sufficiente far slittare sulla sinistra il traversino (che rimane solidale alla canna perché trattenuto da una molla) e sfilare la canna in avanti. Si può allora togliere anche il tamburo e l'arma risulta così divisa in tre parti, facilmente pulibili. Essendo un revolver progettato per l'uso con la polvere nera ha infatti necessità di essere frequentemente pulito, date le tracce (fecce) da questa lasciate nell'arma dopo solo qualche decina di colpi.
Il caricamento avviene versando la polvere da una fiaschetta in una camera di scoppio, poi posizionandovi sopra la pallottola e, mediante il calcatoio incernierato sotto la canna, calcando bene la palla nella camera carica. Ogni camera deve essere caricata singolarmente ruotando manualmente il tamburo: le pallottole (sferiche o ogivali), in piombo, devono essere forzate nelle camere per assicurare una perfetta tenuta e ciò grazie al fatto che le camere del tamburo sono leggermente coniche; questo permette di inserire il proiettile trafilandolo a misura perfetta. Infine si inseriscono sui luminelli le capsule a percussione. Qualche anno dopo l'uscita della Colt Navy, apparvero delle cartucce in carta combustibile già provviste di carica predosata, e anche se occorreva comunque inserire le capsule sui luminelli, ciò ridusse di molto i tempi di ricarica.
Il meccanismo è ad azione singola ovvero si deve alzare il cane per fare fuoco. Quest'ultimo ha due posizioni di fermo (o monte): la prima è di sicura e permette anche la libera rotazione del tamburo per il caricamento e la seconda è quella di sparo. In quest'ultima il tamburo è tenuto in posizione da un nottolino sporgente dal telaio per assicurare l'allineamento della camera di scoppio con la canna.

## Pregi e difetti
I pregi consistono nella già menzionata facilità di smontaggio e pulizia e nella semplicità del meccanismo interno che qualsiasi armaiolo può riparare anche senza possedere pezzi di ricambio. I difetti sono essenzialmente derivanti dalla struttura a telaio aperto: l'arma deve essere usata con cariche di polvere piuttosto modeste per evitare che gli urti dei proiettili nel cono di forzamento della canna possano indebolire il traversino di fermo con il conseguente allentamento della canna stessa. Ma anche con cariche adeguate è possibile che un certo gioco, con il tempo, compaia ugualmente tra la canna e la faccia anteriore del tamburo come dimostrano molti esemplari d'epoca a suo tempo evidentemente assai usati. Se il difetto è dovuto allo schiacciamento del traversino è sufficiente la sua sostituzione, ma se è dovuto all'allungamento dell'asse del tamburo è necessario l'intervento di un armaiolo assai abile o della fabbrica stessa.
Occorre dire che negli esemplari di attuale costruzione, potendo usufruire di metalli assai più resistenti di quelli dell'epoca, tali difetti si sono molto ridotti.
Quanto all'impiego sul campo, i resoconti dell'epoca descrivono l'arma come precisa e affidabile: poiché la polvere andava introdotta a mano nelle camere, ognuno poteva caricare la Colt Navy a sua discrezione e questo dava luogo a una vasta gamma di prestazioni possibili. Ben presto apparvero cartucce di carta simili a quelle usate dai fucili ad avancarica, con diversi caricamenti. La Guerra di Secessione americana, che vide un impiego massiccio di tali armi, vide anche un uso sistematico delle relative cartucce. I militari furono subito grandi estimatori di queste armi, molto più pratiche ed efficaci di una sciabola o delle pistole ad avancarica monocolpo d'ordinanza. Per ovviare alla lentezza del caricamento (occorreva più di un minuto per caricare i 6 colpi e in battaglia mettersi ad armeggiare con polvere e capsule non era certo agevole) era pratica comune portare due revolver.

## La produzione odierna
La "Navy" così come la "Dragoon", la "Army" e la "Pockett", è stata rimessa recentemente in produzione da parte della Colt per pochi anni ma poi la sua fabbricazione è stata abbandonata. Attualmente è prodotta però da molte altre Case tra le quali spiccano le italiane che ne esportano moltissime copie negli U.S.A. dove la richiesta è ancora molto alta. Questi esemplari possono essere più o meno fedeli agli originali ma alcuni lo sono in modo assoluto, tanto che le componenti meccaniche sono intercambiabili anche con gli originali del 1800.
È forse opportuno ricordare che sono armi pensate per l'uso con la polvere nera e che l'impiego delle moderne polveri infumi (di solito molto più progressive) è del tutto sconsigliato in quanto potrebbe rivelarsi assai pericoloso.

## Nella cultura di massa
- In ambito cinematografico, la Navy compare in molti film italiani e americani, in particolare western[2]. Alcuni esempi: Il buono, il brutto, il cattivo, Il texano dagli occhi di ghiaccio e Glory - Uomini di gloria.
- La Colt Navy è presente nel videogioco BioShock Infinite e Red Dead Redemption 2 online.
- La Colt Navy è molto usata all'interno del fumetto Bonelliano Zagor sebbene la sua presenza sia anacronistica in quanto l'epoca in cui è ambientato il fumetto precede l'invenzione della Colt di una quindicina d'anni. Inoltre nel fumetto l'arma non viene caricata da davanti al tamburo, bensì da dietro, come nella Colt Single Action Army del 1873.